# Schloss Arnbach

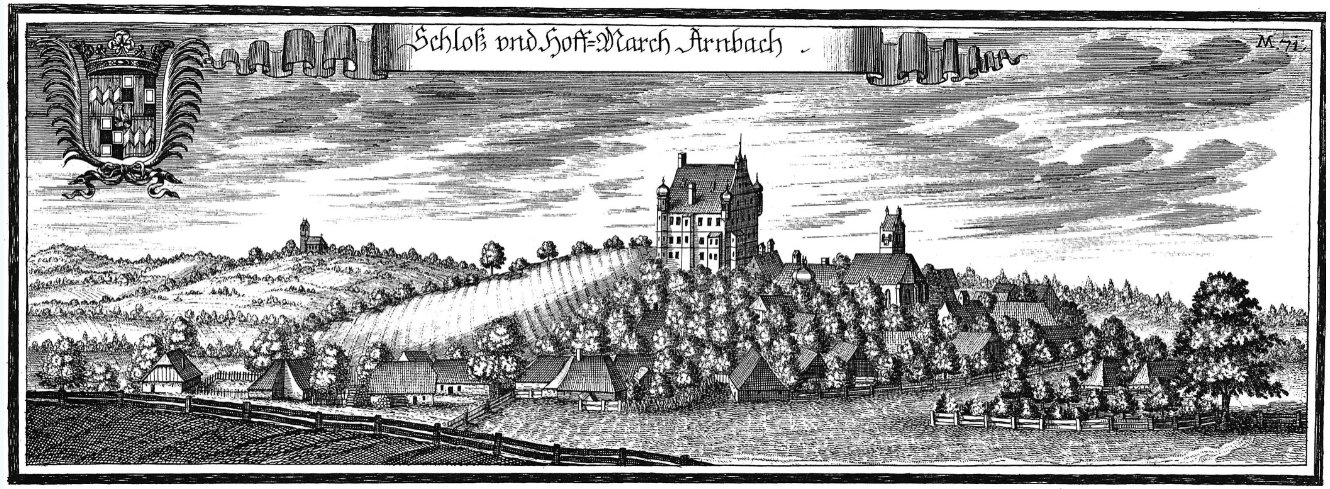
Schloss Arnbach nach einem Kupferstich von Michael Wening (1726)

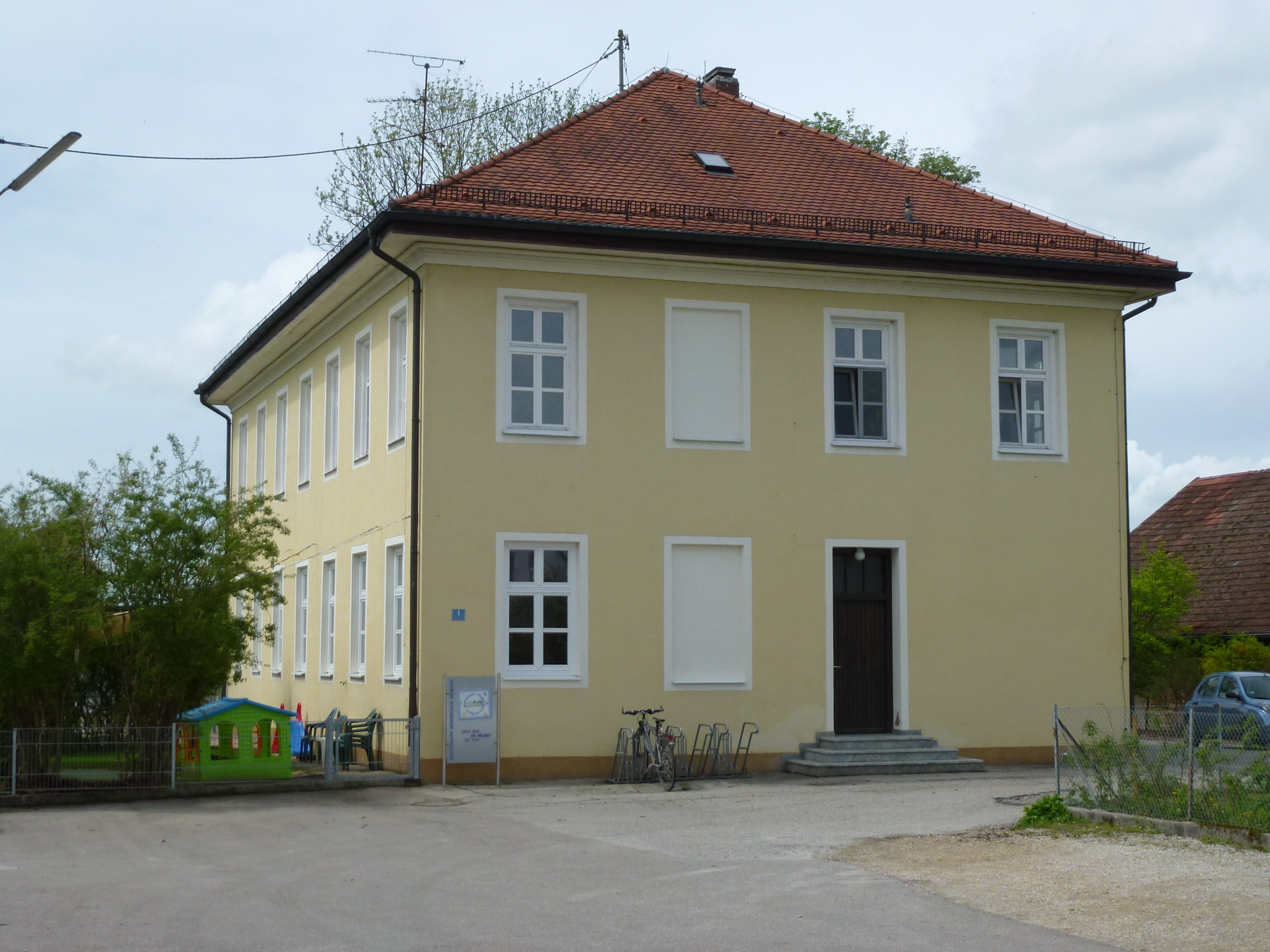
Ehem. Schloss bzw. Kloster Arnbach

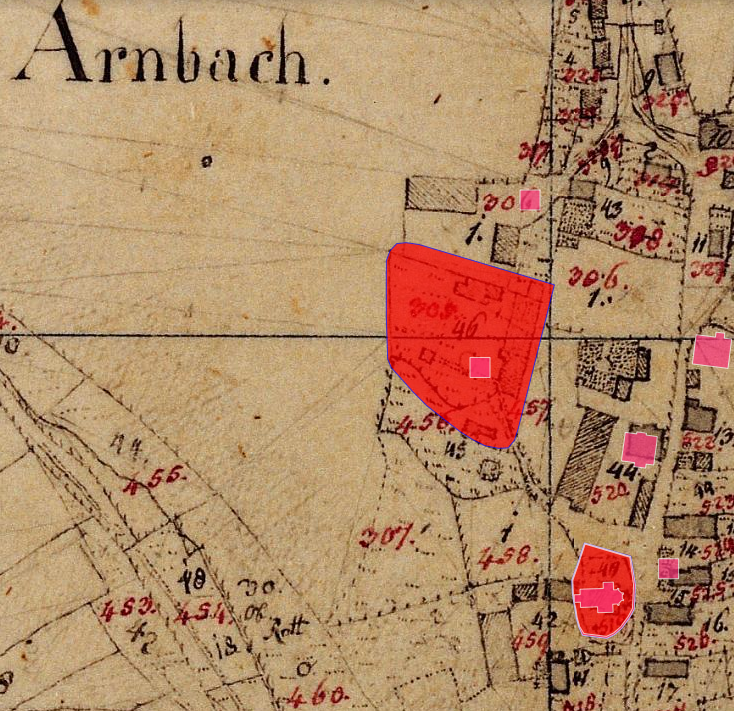
Lageplan von Schloss Arnbach auf dem Urkataster von Bayern

Schloss Arnbach, wegen des Besitzes durch die Augustiner-Chorherren von Kloster Indersdorf auch als Kloster Arnbach bezeichnet, ist ein ehemaliges Hofmarkschloss in Arnbach in der Gemeinde Schwabhausen (Oberbayern). Das Schloss liegt 114 m nordnordwestlich der Pfarrkirche St. Nikolaus in Arnbach. Die Anlage wird als Bodendenkmal unter der Aktennummer D-1-7634-0146 im Bayernatlas als „abgegangenes Hofmarkschloss des Mittelalters und der frühen Neuzeit ("Schloss Arnbach")“ geführt. 

## Geschichte
Das Schloss wurde von den Herren von Eisenhofen	erbaut. 1340 wird das „Hauß zu Arnbach“ genannt. Ab ca. 1420 bis Mitte des 15. Jahrhunderts war die Hofmark im Besitz der Landsidl, ihnen folgten die Urfahr (1473), dann die Preising (1486) und schließlich die Herren von Geböck (16. bis Ende 18. des Jahrhunderts). In  dieser Zeit erfolgte ein Neubau. 
In Arnbach ist seit 1442 eine Hofmark nachweisbar, die später in den Besitz von Kloster Indersdorf kam. Das eigentliche Schloss wurde 1781 abgebrochen. In einem Gebäude auf dem Gelände des ehemaligen Schlosses bzw. Klosters Arnbach ist heute ein Montessori-Kinderhaus untergebracht.

## Baubeschreibung
Das Schloss war ein dreigeschossiges hohes Haus mit einem Satteldach. An jeder Ecke befand sich ein Erker mit einem Zwiebelturm. Die Schlosskapelle war „Unserer Lieben Frau“ gewidmet. Heute steht hier ein zweistöckiges Gebäude mit Walmdach. Im Kern ist es mittelalterlich, die Baureste stammen aus der Zeit nach 1781. Am ehemaligen Schlossgelände steht heure ein Wegkreuz mit den Arma Christi.